# Montante (sport)

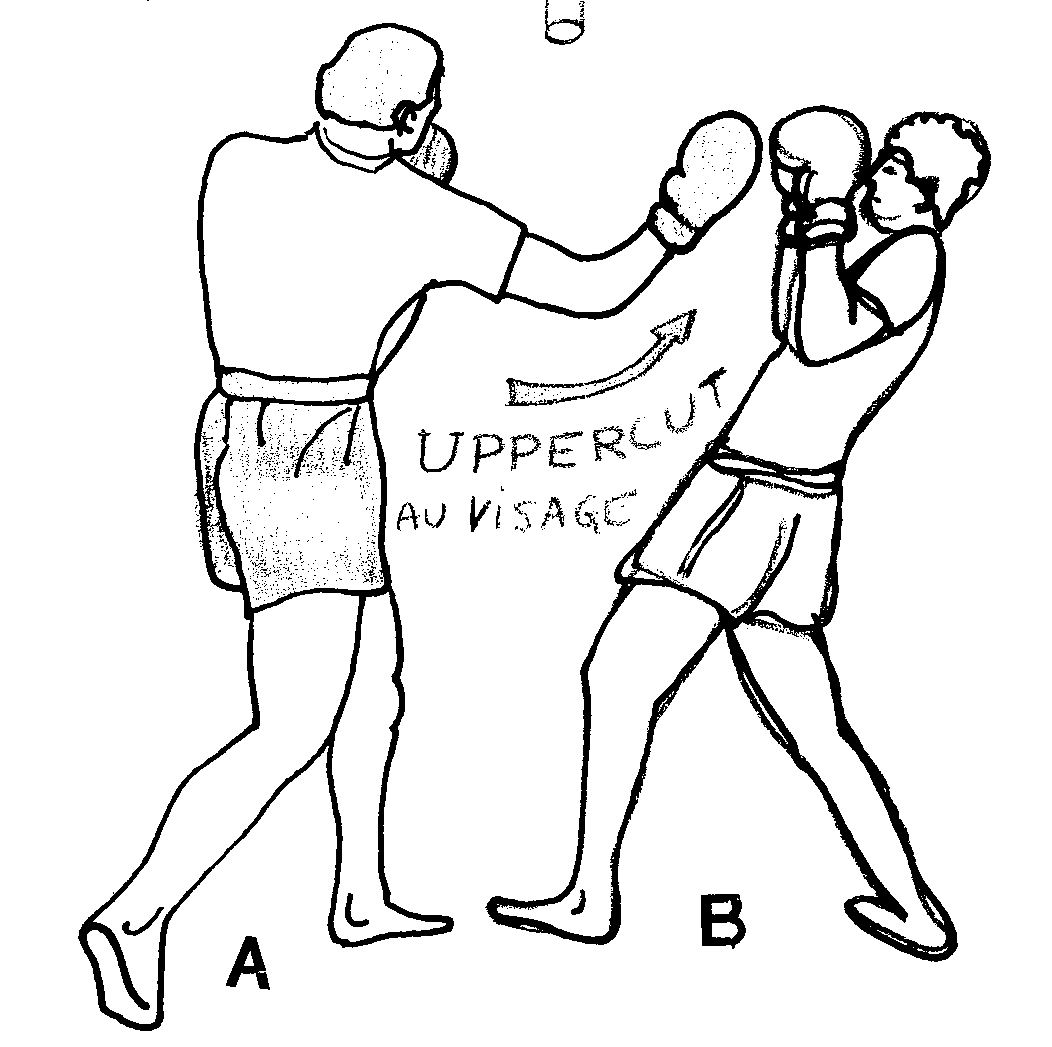
Rappresentazione di un montante destro, eseguito dal pugile A: la freccia indica il movimento da compiere per eseguire l'attacco.

Il montante («uppercut» in inglese) è un tipo di pugno del pugilato.

## Esecuzione
Si tratta di un pugno sferrato dal basso verso l'alto, mirando - per esempio - al mento dell'avversario. È utilizzato anche a corta distanza, nel tentativo di colpire l'altro pugile al corpo.

## Altri sport
Tale pugno esiste anche nel wrestling, dove si esegue chiudendo il braccio posto di profilo attorno alla testa dell'avversario.
Sebbene questa sia la tecnica base di esecuzione, sono state sperimentate anche delle varianti: una di queste consiste nel colpire l'avversario con una gomitata, prima di eseguire la suddetta mossa.